# Comuna de Pogorzela
Pogorzela (polaco: Gmina Pogorzela) é uma gminy (comuna) na Polónia, na voivodia de Grande Polónia e no condado de Gostyński. A sede do condado é a cidade de Pogorzela.
De acordo com os censos de 2004, a comuna tem 5149 habitantes, com uma densidade 53,4 hab/km².

## Área
Estende-se por uma área de 96,47 km², incluindo:
- área agricola: 76%
- área florestal: 17%

## Demografia
Dados de 30 de Junho 2004:
|                      | Total   | Total | Mulheres | Mulheres | Homens  | Homens |
| -------------------- | ------- | ----- | -------- | -------- | ------- | ------ |
|                      | pessoas | %     | pessoas  | %        | pessoas | %      |
| População            | 5149    | 100   | 2597     | 50,4     | 2552    | 49,6   |
| Densidade (pop./km²) | 53,4    | 100   | 26,9     | 26,9     | 26,5    | 26,5   |

De acordo com dados de 2002, o rendimento médio per capita ascendia a 1298,66 zł.

## Comunas vizinhas
- Borek Wielkopolski, Kobylin, Koźmin Wielkopolski, Krotoszyn, Pępowo, Piaski